# Bolíviai boliviano (1864)

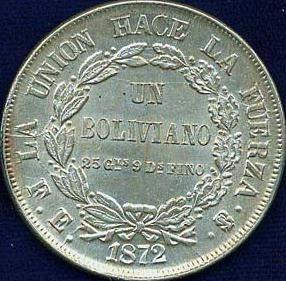
1 boliviano, 1872

A boliviano két bolíviai pénznemnek is volt a neve, jelen szócikk az 1864 és 1963 közötti pénzrendszerrel foglalkozik. A jelenleg használt bolivianóról szóló cikk itt található.
Az egykori bolivianót 1864-ben vezették be Bolíviában. Értéke megegyezett nyolc sollal vagy fél scudóval. Váltópénze eredetileg centecimo volt, de 1870-ben átnevezték centavóra (a váltópénz mindkét esetben a boliviano századrésze volt). Tíz boliviano pénzérték megnevezésére a bolivar kifejezést használták. 1963-ban a pesót vezették be helyette 1 peso = 1000 boliviano arányban.